# Поли
Поли (енгл. Paulie) је амерички дечији породични филм из 1998 године.

## Радња
Михаил Беленков, бивши наставник књижевности, емигрирао је у САД из Русије. Запослио се као домар у институту за истраживање животиња. У подруму института, Михаил је видео зеленог папагаја Поли, како седи у мрачном кавезу испод огромног замка. На Михаилово питање свом колеги: „Шта ова птица ради овде?“ није било одговора осим: „Гледај своја посла“ – није уследило.
Док је чистио просторије, Михаил је чуо како неко пева из подрума; како се испоставило, Поли је певао. Михаил је схватио да је папагај посебан и одлучио је да га доведе у разговор уз помоћ сочног манга. Успео је без потешкоћа, а птица је говорила, и говорила не само безумно понављајући речи, као што то обично раде папагаји, већ у различитим реченицама са значењем. Радосни Михаил је одмах одлучио да подели своје утиске са научницима на институту, али када их је одвео у подрум, Поли није рекао ни реч. Фрустрирани Михаил, који се нашао у непријатној ситуацији, почео је да се жали на своју усамљеност, да нема са ким да разговара, на шта је папагај понудио своје услуге. Затим је уследила дуга и занимљива прича о авантурама папагаја Поли...
Прича је почела са девојчицом по имену Мари Алуезер. Њен деда јој је дао мало пиле папагаја Аратинга. Поли је постао Маријин прави пријатељ. Мари је патила од муцања, а Поли ју је са њом научио правилном изговору речи. Једна мана папагаја је била то што није знао да лети и није желео да то научи. За разлику од других папагаја, Поли не само да имитира, већ може и слободно да комуницира са људима. Његова претерана причљивост није довела до добра, па је избачен на улицу. Након несрећне околности у којој је Мари покушала да научи Полија да лети, али је на крају испала кроз прозор и замало се разбила, Маријин отац је одвео Полија из куће и заменио га риђом мачком.
Након што је променио неколико власника, Паули је почео да ради као живи украс једне залагаонице, ћаскајући са муштеријама и бацајући шале у њиховом правцу (често не оне најпристојније). Једна старија жена по имену Ајви, која је погледала у залагаоницу, одлучила је да купи Полија. Пре свега, папагај ју је замолио да пронађе Мари, али, нажалост, Мари се одавно преселила на други крај земље, а њена стара кућа, у којој је живела, сада је продата и празна. Ајви је много научио Полија, пропутовали су пола земље са њим да би дошли до Мари. Али Ајви квари вид, они прекидају своје путовање и папагај проводи своје последње дане са њом све док њено беживотно тело на крају не однесе хитна помоћ. Остављен у празној усамљеној приколици, Поли је одлучио да сам савлада раздаљину до Лос Анђелеса, где је Мари живела, и коначно раширио крила и полетео.
Стиже на одредиште и тамо упознаје шпанца Игнасија, власника забавне установе, који већ има три иста папагаја (само различитих боја), који умеју да певају и играју; поред тога, испоставило се да је један од ових папагаја женка по имену Лупе, у коју се Поли привремено заљубљује. Игнацио не зна ништа о Мари, али, дивећи се Полијевом таленту, позива га да живи и ради за њега. На новом месту, папагај најпре живи за своје задовољство, заједно са рођацима који увече забавља госте плесом и песмом уз живу музику. Међутим, тада лопов Бени долази код Игнасија, који је већ видео Полија у залагаоници одакле га је Иви одвела, и нуди власнику да му прода птицу. Игнасио одбија, а онда Бени иде на трик: након што је легално ушао на следећу забаву као гост, тајно позива полицију телефоном и тражи од полицајаца да дођу и растерају наводни скуп латиноамеричких бандита и илегалних имиграната. Долазе полицајци и хапсе све, укључујући Игнасија, а Бени, искористивши тренутак, ухвати Полија и крене својим путем.
Следећи власник и његова девојка Руби желе да искористе Полија као саучесника у својим злочиначким циљевима, а Бени то прикрива добронамерно, говорећи папагају да без новца неће моћи да нађу Мари. Папагај пристаје и врло брзо бриљантно савладава нови занат. Смисао његовог рада је следећи: он, седећи непримећен на дрвету испред банкомата, мора да запамти пин кодове картица на које пролазници улазе да подигну готовину и да знак Бенију који стоји у близини, тако да он онда може да украде карту од пролазника помоћу паметног трика и да је плашим да је уновчим. Идеја се испоставља успешном и профитабилном, након чега Бени одлучује да покуша свог помоћника у другом правцу: позива Полија да се попне у нечију кућу и одатле украде прави квалитетан накит, поготово јер је папагај, како се испоставило, зна да разликује прави накит од лажног.
Ноћу, Поли улази у једну од кућа одабраних за пљачку кроз димњак и почиње да тражи драгуљ. У господаревој спаваћој соби проналази златну огрлицу, с муком је кљуном вади из кутије и спремао се да се повуче, када га изненада примећује будни унук власника, наоружан играчким луком. Бени покушава да помогне свом пернатом сапутнику да побегне кроз прозор, али дечак га гађа стријелом усисне чаше, прозор се затвара и уплашени провалник бежи, остављајући Полија у кући. Дечак диже узбуну, деда се буди и хвата лопова-папагаја избезумљеног од страха.
Ухваћени Поли бива одведен у институт, где одмах импресионира директора Рејнголда и особље својим мајсторством смисленог говора. Редитељ обећава папагају да ће пронаћи свог власника, а истовремено жели да га представи на научној конференцији као живи пример јединствених способности животиња. Али уочи овог догађаја, папагај је случајно чуо директоров телефонски разговор са једним од његових колега, током којег он признаје да је сазнао где се налази Мари, али јој неће дати птицу. Поли је схватио да је преварен и одлучује да узврати ударац: на конференцији намерно почиње да се понаша као обичан папагај, изговара фразе без смисла, а онда се одбацује и отворено оптужује директора да је прекршио обећање, називајући га лоповом. Осрамоћени Рејнголд наређује запосленима да зграбе папагаја и одсеку му перје на крилима. Овај поступак Поли изазива тешку психолошку трауму, услед чега он ћути и престаје да комуницира са људима, а затим је, због агресивног понашања, потпуно смештен у подрум, где га Беленков затиче.
...Импресиониран Полијевом причом, Михаил одлучује да му помогне. Он ослобађа папагаја из кавеза, а затим одлазе у Рејнголдову канцеларију да пронађу било какве информације о Мари Алведер. Претреси не доносе резултате, али се тада Беленков присећа да је у џепу лежао папир са неким иницијалима, који је случајно пронашао првих дана рада између страница књиге о папагајима који су лежали на столу када је чистио своју канцеларију. Вадивши га, проверава шта је написао са већ доступним информацијама и долази до закључка да су он и Поли успели да уђу у траг власнику папагаја, након чега зове на назначену адресу и обавештава Мари да је пронашао њен пернати пријатељ. Овде се појављује директор и захтева да Беленков објасни своје присуство у својој канцеларији, на шта Михаил одговара да даје отказ, назива директора кукавицом и лажовом, а истовремено изјављује да ће повести папагаја са собом. како би је вратио њеној законитој господарици. Директор, запослени и чувари покушавају да зауставе Беленкова, али он, заједно са папагајем, бежи кроз прозор лабораторије, пуштајући успут све експерименталне животиње из кавеза.
Бегунцима није било тешко да пронађу нову адресу за Мари. На прагу њене куће сусрећу неку девојку, али она бежи, а Поли схвата да је преварио. Изненада из куће излази сама Мари, која је одавно сазрела и излечена од муцања, препознаје Полија и замоли га да оде код ње. У почетку се папагај не усуђује (уосталом, сећао се љубавнице као девојчице, а сада је одрасла жена стајала испред њега), али Мари почиње да пева песму из свог детињства, а он, сећајући се свега, лети јој у наручје. Сви су срећни, укључујући и Беленкова, који одлучује да заувек остане са Мари и Полијем.